# Toni Jensen

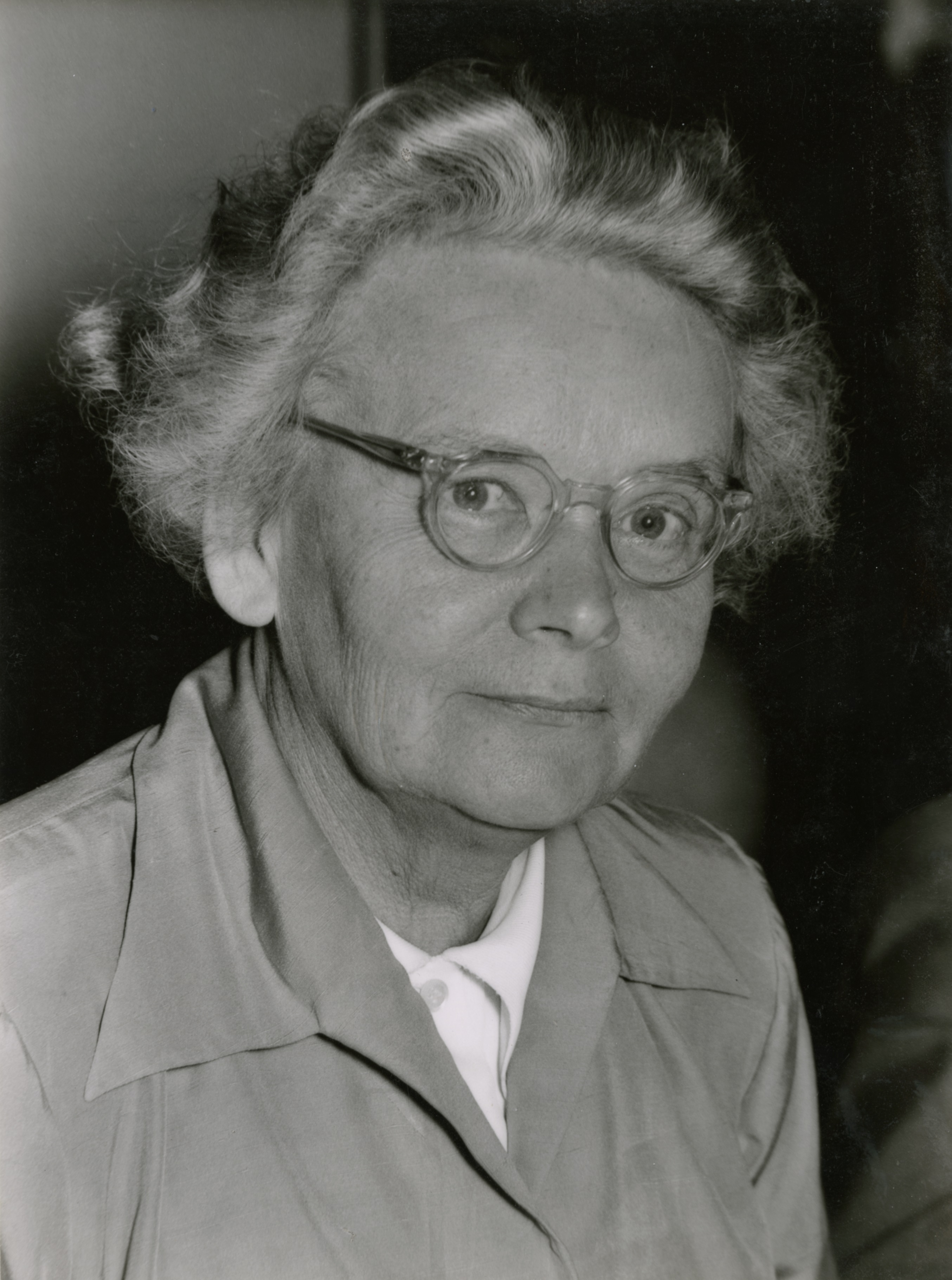
Toni Jensen (1953)

Toni Jensen, (mit vollen Namen Thomasine Margarete Jensen) (* 25. September 1891 in Tönning; † 20. Oktober 1970 in Kiel) war eine deutsche Politikerin (SPD).

## Wirken
Toni Jensen wurde in Tönning geboren und verlebte dort auch ihre Schulzeit. Später zog die Familie nach Kiel, weil ihr Vater auf der Kieler Germania-Werft Arbeit gefunden hatte. 1911 legte sie ihr Examen als Volksschullehrerin an der Präparanden-Anstalt in Augustenburg auf der Insel Alsen ab. Ab 1915 war sie als Volksschullehrerin in Kiel tätig. Von 1919 bis 1924 engagierte sie sich als Kieler Stadtverordnete. Ab 1921 war sie erste Vorsitzende der Kieler Arbeiterwohlfahrt. In der Zeit von 1921 bis 1933 saß sie als Abgeordnete im preußischen Landtag. 1935 ging sie auf Einladung amerikanischer Kolleginnen in die USA, um dort Einrichtungen der Erwachsenenbildung kennenzulernen. Danach nahm sie eine Einladung nach England an. 1945 kam sie dann wieder nach Kiel und widmete sich dem Wiederaufbau. Sie wurde von der britischen Militärregierung zum Mitglied der Kieler Ratsversammlung berufen und war dort für Schulen zuständig. Von 1947 bis 1956 übernahm sie das Dezernat für Schule und Kultur. Nach ihrer Pensionierung war sie von 1959 bis 1965 wieder im Kieler Rat vertreten.

## Ehrungen

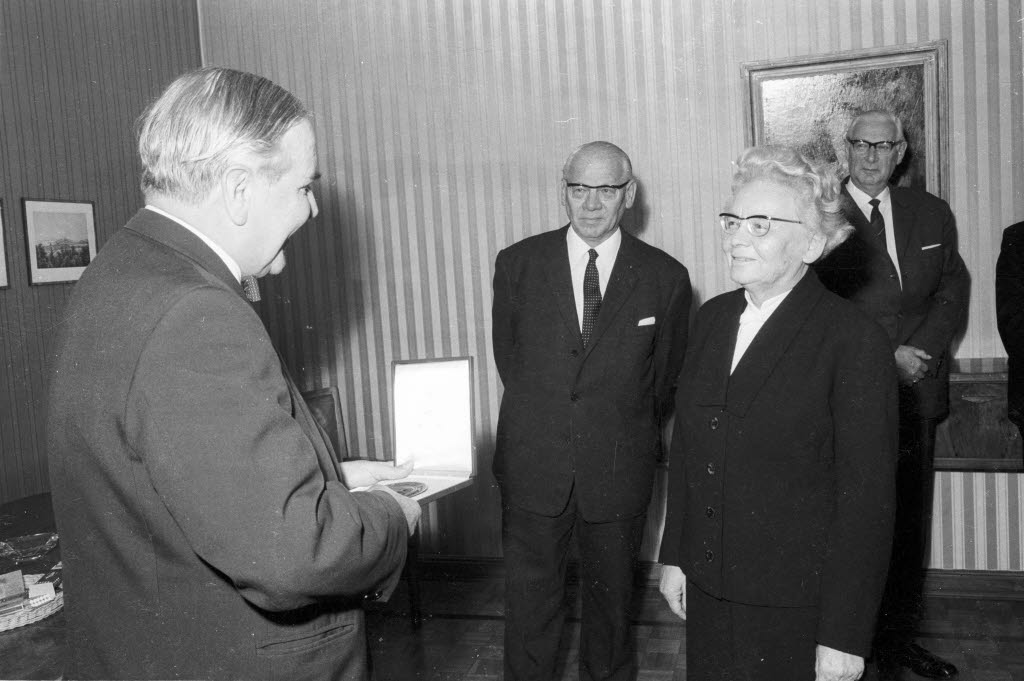
Die Stadträtin Toni Jensen bekommt 1965 die Ehrenplakette der Industrie- und Handelskammer verliehen.

Im Kieler Stadtteil Neumühlen-Dietrichsdorf wurde eine Gemeinschaftsschule nach ihr benannt.

## Veröffentlichungen
- Gustav Radbruch (Hrsg.): Die weltliche Schule. Unter Mitwirkung von Lehrer Franz Greve, Otto Heukrodt, Lehrerin Toni Jensen, Lehrer Gehrt Rickers. C. Haase & Co. Kiel 1920.
- Eduard Spranger: Psychologie des Jugendhalters. Leipzig, Quelle und Meyer. 360 Seiten. Geb. 9 Mk. In: Arbeiterwohlfahrt, 2(1927), Heft 1, S. 30–31. Digitalisat
- „Geschlechtliche Erziehung als soziale Aufgabe“. Von Dr. Georg Klatt. Ernst Oldenburg Verlag, Leipzig. In: Arbeiterwohlfahrt. 2(1927), Heft 15, S. 479. Digitalisat
- „Verwahrloste Jugend. Die Psychoanalyse in der Fürsorgeerziehung“. Zehn Vorträge zur ersten Einführung. Von August Aichhorn. In: Arbeiterwohlfahrt. 2(1927), Heft 11, S. 350–351. Digitalisat
- Der Hamburger Gewerkschaftskongreß. In: Arbeiterwohlfahrt. 3(1928), Heft 19, S. 595–596. Digitalisat